# 세티구

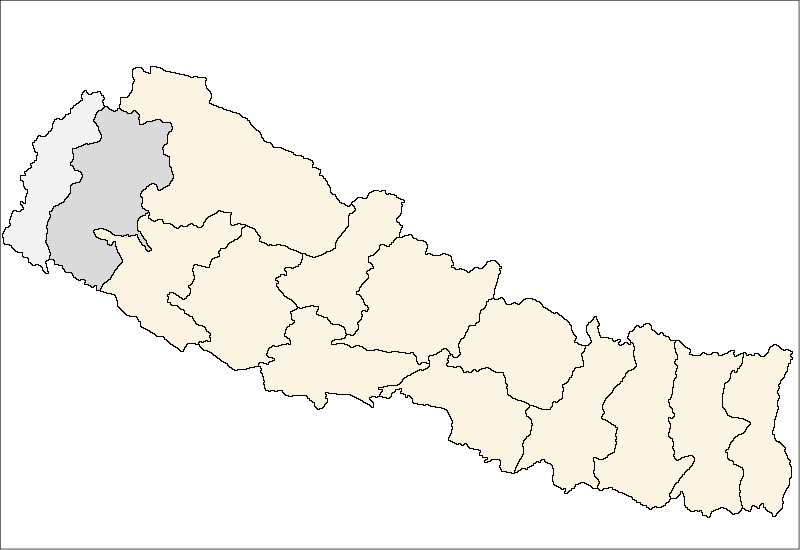
세티 구의 위치

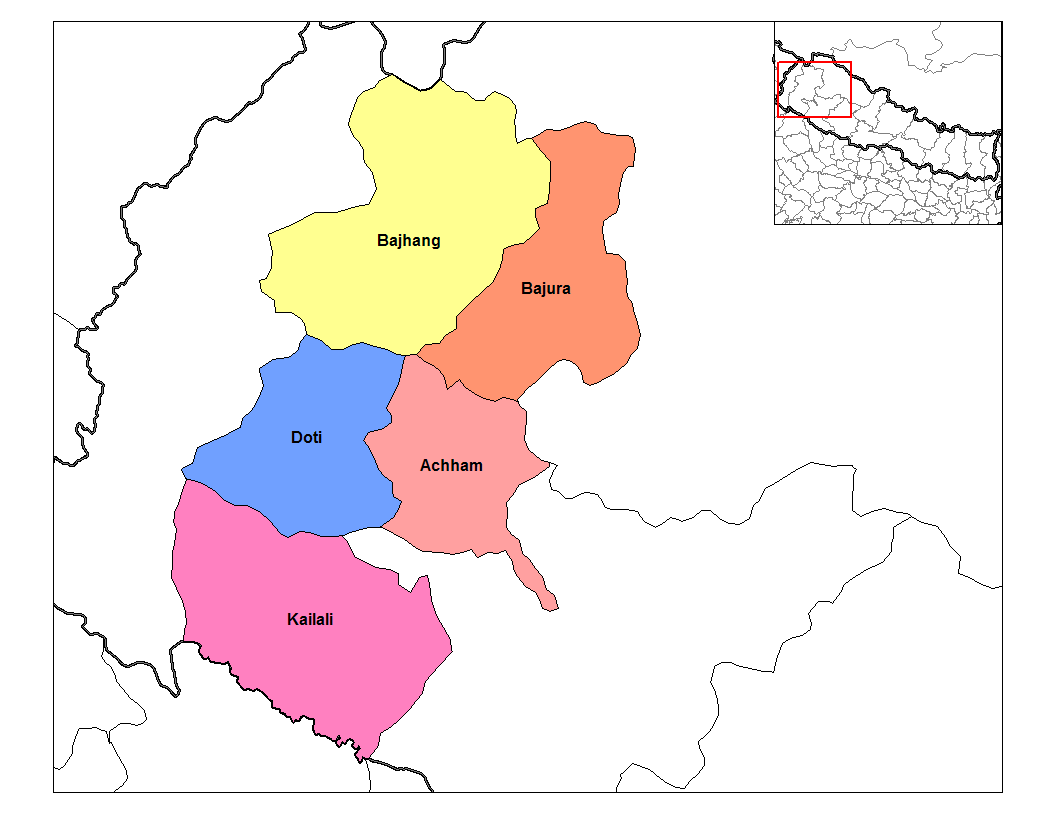
세티 구의 현

세티구(네팔어: सेती जिल्ला)는 네팔을 구성하는 14개 구 가운데 하나로 행정 중심지는 디파얄실가디이며 면적은 12,550km2, 인구는 1,330,855명(2001년 기준), 인구 밀도는 106명/km2이다. 행정 구역상으로는 극서부 개발 지구에 속한다.

## 행정 구역
5개 현을 관할한다.
- 아치함 현
- 바지항 현
- 바주라 현
- 도티 현
- 카일랄리 현

## 같이 보기
- 네팔의 구